# Andrzej Nowakowski (metalurg)
Andrzej Nowakowski (ur. 2 listopada 1938 w Katowicach, zm. 2 listopada 2020) – polski metalurg, prof. dr hab. inż.

## Życiorys
Studiował na Wydziale Metalurgicznym Akademii Górniczo-Hutniczej im. Stanisława Staszica, w 1969 obronił pracę doktorską, w 1977 uzyskał stopień doktora habilitowanego. W 1987 nadano mu tytuł profesora nadzwyczajnego w zakresie nauk technicznych, a w 1993 tytuł profesora zwyczajnego. Został zatrudniony na stanowisku profesora zwyczajnego w Katedrze Plastycznej Przeróbki Metali na Wydziale Inżynierii Metali i Informatyki Przemysłowej Akademii Górniczo-Hutniczej im. Stanisława Staszica.
Był członkiem Komitetu Metalurgii na IV Wydziale – Nauk Technicznych Polskiej Akademii Nauk.

## Odznaczenia i wyróżnienia
- Złota Odznaka Honorowa SITPH[2]
- Medal Komisji Edukacji Narodowej[2]
- Złoty Krzyż Zasługi[2]
- Krzyż Kawalerski Orderu Odrodzenia Polski[2]
- Nagroda Ministra Nauki, Szkolnictwa Wyższego i Techniki (dwukrotnie)[2]
- Nagroda Rektora (wielokrotnie)[2]